# Эройка-Каборка
Эройка-Каборка (исп. Heroica Caborca), общепринятое название Каборка (исп. Caborca) — город в Мексике, штат Сонора, входит в состав муниципалитета Каборка и является его административным центром. Численность населения, по данным переписи 2020 года, составила 67 604 человека.

## Топонимика
Название Heroica Caborca составное: Heroica с испанского языка — героический, было дано в память о защите города местными жителями от американских флибустьеров во главе с Генри Крэббом, произошедшее 6 апреля 1857 года. Caborca с языка народа пима можно перевести как перевёрнутая корзина.

## Общие сведения
Поселение было основано в 1688 году миссионерами-иезуитами во главе с Эусебио Франсиско Кино, как миссия для евангелизации народа пима, проживавшего в этом месте.
В 1933 году поселение получило статус вильи, а в апреле 1948 году статус города.
Через город проходит федеральное шоссе 2.
В городе есть филиал Университета Соноры.